# تريفور مورغان
تريفور مورغان (بالإنجليزية: Trevor Morgan)‏ (و. 1986 – م) هو ممثل، وممثل تلفزيوني، من الولايات المتحدة الأمريكية، ولد في شيكاغو.

## وصلات خارجية
- تريفور مورغان على موقع IMDb (الإنجليزية)
- تريفور مورغان على موقع ميوزك برينز (الإنجليزية)
- تريفور مورغان على موقع أول موفي (الإنجليزية)
- تريفور مورغان على موقع قاعدة بيانات الأفلام السويدية (السويدية)
- تريفور مورغان على موقع إن إن دي بي (الإنجليزية)
- تريفور مورغان على موقع قاعدة بيانات الفيلم (الإنجليزية)